# گمینا کژژ ویلکوپولسکی
گمینا کژژ ویلکوپولسکی (به لهستانی:  Gmina Krzyż Wielkopolski) یک گمینا در لهستان است که در شهرستان چارنکوو-تژچیانکا واقع شده‌است. گمینا کژژ ویلکوپولسکی ۱۷۴٫۵۶ کیلومتر مربع مساحت و ۸٬۷۹۱ نفر جمعیت دارد.